# Vojni bicikl
Vojni bicikl je bicikl koji rabe oružane snage pri obavljanju svojih zadaća. Ovakvi bicikli za razliku od konja ili motornih vozila omogućuju tiho, ali i jeftinije kretanje vojnih postrojbi.

## Povijest
Prvi vojni bicikli su uvođeni u europske kopnene vojne snage krajem 19. stoljeća. Početak 20. stoljeća napredne su europske i sjevernoameričke vojske dočekale s ustrojenim biciklističkim odjelima i postrojbama, a biciklisti su polagano počeli zamjenjivati konjanike u vojskama okrenutim tehnološkom napretku.
Tijekom Prvog svjetskog rata bicikl je postao vrijedno prijevozno sredstvo i omogućio je veći stupanj pokretljivosti postignute jeftino i uz minimalne dodatne troškove. Biciklom su se tijekom rata služile sve zaraćene strane, ustrojene su brojne biciklističke postrojbe, koje su u osnovi bile pješačke postrojbe koje su rabile bicikl za brži transport prema bojišnici. Prvi svjetski rat pokazao je i još jednu prednost bicikla. Naime, bio je idealno pozadinsko sredstvo jer su mobilizirane velike milijunske vojske i uvijek je nedostajalo konja i kamiona za transport pa je bicikl bio dobro pomoćno sredstvo za sve kojima je trebao prijevoz. Dobra su iskustva potvrdila vrijednost i zadržala bicikl u široj uporabi i nakon rata. 
Tijekom dvadesetih i tridesetih godina 20. stoljeća ustrojeno je mnoštvo biciklističkih postrojbi osobito u siromašnijim državama koje nisu imale dovoljno novca za mehanizaciju vojske. No, Drugi svjetski rat uveo je znatne promjene, stupanj mehanizacije je bio znatno veći, tenk je postao vladar bojišta, operacije su postalo složena međudjelovanja topništva, oklopnih snaga, zrakoplovstva i pješaštva uz snažno logističko naprezanje. U takvoj situaciji bicikl pomalo gubi vojnu borbenu vrijednost. Održao se u relativno većem broju na Istočnom bojištu gdje u i sovjetske i njemačke snage rabile biciklističke postrojbe koje su bile pogodnije za neke dijelove bojišta koji obiluje šumama i drugim teškoprohodnim terenom koji otežava uporabu motornih vozila. Opremanje pješaka biciklima ipak im je dalo mogućnost prevoženja veće količine tereta te nešto brže kretanje. Bicikl se tijekom tog rata masovno rabi u pozadini za kraći prijevoz, održavanje veze, teklićke zadaće i slične aktivnosti. 
Nakon Drugog svjetskog rata bicikli se polagano povlače iz vojne uporabe, postrojbe biciklista se ukidaju tijekom pedesetih godina prošlog stoljeća. Zemlje koje su najduže koristile vojne bicikle su Švicarska (više od 100 godina) i Švedska (oko 85 godina). 

## Vojni bicikl danas
Ipak, korištenje bicikala u vojne svrhe nije potpuno prestalo. Razvojem tehnologije znatno su se izmijenili i vojni bicikli, koji su postali moderni i multifunkcionalni. Izrađuju se tako da budu sklopivi i lagani te imaju okvir od izdržljivog aluminija, kao i ugrađene amortizere. Opremljeni su disk-kočnicom na prednjem i zadnjem kotaču, a mjenjač ima 24 brzine. Ovi specijalni bicikli konstruirani su da izdrže vožnju po bilo kakvom terenu. Tijekom vožnje stvaraju minimalnu buku mehaničkih dijelova. Sklapaju se jednostavno, za 30 sekundi, bez uporabe alata. Sklopljeni se mogu prevoziti u zrakoplovu, oklopnom vozilu i slično te su pogodni i za padobranske skokove. Okvirne statistike govore kako pješak može nositi teret od oko 20 kg, kretati se brzinom oko 5 km/h, dnevno prijeći oko 40 km dok vojnik na specijalno izrađenom biciklu može nositi oko 30 kg tereta, kretati se brzinom oko 15 km/h i dnevno prijeći oko 120 km.
Glavna prednost je ta što je bicikl logistički nezahtjevan, ne treba pogonsko gorivo, nego samo nešto bolju prehranu za biciklista. Zbog jednostavnosti se ne kvari često, a rezervni su dijelovi lagani i maleni dok je popravak moguć jednostavnim alatima i u terenskim uvjetima. 
Moderno je doba donijelo uporabu bicikla i za policijske zadaće. Bicikl se pokazao kao dobro sredstvo za policijske ophodnje na mjestima gdje je zabranjen promet motornim vozilima. Tako se policajci na biciklu mogu susresti u pješačkim zonama mnogih gradova, pa osim tradicionalnih ispunjava i jednu modernu zadaću, onu ekološku. 

## Vanjske poveznice
- Muzej za vojne bicikle (engl.)
- Povijest vojnih bicikala  Arhivirana inačica izvorne stranice od 2. rujna 2010. (Wayback Machine) (engl.)
- Švicarski vojni bicikl (engl.)